# Gustav I al Suediei
Gustav I, născut Gustav Eriksson (n. 12 mai 1496, Lindholmens⁠(d), Suedia – d. 29 septembrie 1560, Tre Kronor Castle⁠(d), Comitatul Stockholm, Suedia), a fost rege al Suediei din 1523 până la moartea sa. A fost primul monarh al Casei de Vasa, o influentă familie nobilă care va deveni casa regală a Suediei în secolele XVI și XVII. Gustav I a fost ales regent în 1521 după rebeliunea împotriva regelui Christian al II-lea al Danemarcei, liderul Uniunii Kalmar care controla cea mai mare parte din Suedia acelor vremi.

## Date biografice
Gustav a fost ales rege la 6 iunie 1523 de Parlamentul Suediei la Strängnäs. Mai târziu, această dată va deveni Sărbătoare Națională a Suediei. Gustav a fost încoronat la Catedrala din Uppsala la 21 ianuarie 1528.
O persoană energică care a fost primit ca un eliberator împotriva danezilor și a fost un conducător tiranic, suprimând brutal trei revolte majore: una în Dalarna, care a fost odată prima regiune care i-a sprijinit cererea la tron, cea de la Västergötland , și una în Småland. Gustav a lucrat pentru a ridica impozitele, la sfârșit feudalismul și a adus Reforma în Suedia, înlocuind prerogativele proprietarilor de terenuri locale, nobili și clerici, cu guvernatori numiți și episcopi. Domnia sa de 37 de ani, care a fost cea mai lungă domnie a unui rege suedez până la acea dată, a însemnat o ruptură completă nu numai de supremația daneză a Uniunii dar și de Biserica Romano-Catolică, ale căror active au fost naționalizate, Biserica Evanghelică-Luterană din Suedia stabilind controlul său asupra acestora. El a devenit primul autocrat nativ suedez și a fost un propagandist calificat și birocrat cu adversarul său, Christian, în timpul luptei de eliberare a țării.
Gustav I a fost privit ca fondatorul Suediei moderne și supranumit părintele națiunii. Îi plăcea să se compare cu Moise, despre care credea că și acesta eliberase oamenii și stabilise un stat suveran. Gustav a fost renumit pentru metodele nemiloase și temperamente rele, având un spirit viclean și capacitatea de a dejuca planurile și de a-și anihila adversarii săi politici. El a fondat una dintre cele mai vechi orchestre ale lumii, Kungliga Hovkapellet. 
La sfârșitul anului 1550, sănătatea lui Gustav scădea. În 1945 i s-au examinat rămășițele și s-a dezvăluit că a suferit infecții cronice la un picior și la falcă.
În 1560, el a ținut un discurs pentru cancelarii, nobilii și copii săi prin care îi îndemna pe aceștia să rămână uniți. Gustav a murit la 29 septembrie 1560 și este înmormântat în cimitirul Catedralei din Uppsala. 
| Gustav I al Suediei Casa de VasaNaștere: 12 mai 1496 Deces: 29 septembrie 1560 |                             |                                        |
| Titluri regale                                                                 |                             |                                        |
| Predecesor: Christian al II-lea                                                | Regent al Suediei 1521–1523 | Succesor: El însuși ca Rege al Suediei |
| Predecesor: El însuși                                                          | Rege al Suediei 1523–1560   | Succesor: Eric al XIV-lea              |